# Anja Marais
Anja Marais (sinh năm 1974) là một nhà điêu khắc và nghệ sĩ đa ngành người Nam Phi. Bà đã hoàn thành các nghiên cứu tại chỗ tại Nhật Bản, Hàn Quốc, Nga và Florida và hoàn thành các chương trình solo và nhóm ở châu Á, châu Âu và Mỹ.

## Tiểu sử
Anja Marais sinh năm 1974 tại Sabie, Mpumalanga, Nam Phi. Bà theo học tại Đại học Pretoria, nơi bà học nghệ thuật thị giác và tốt nghiệp với bằng danh dự của Đại học Nam Phi ở Pretoria vào năm 1998. Sau khi tốt nghiệp, bà chuyển đến Florida, nơi bà đã trở thành người nhận trợ cấp nghệ sĩ cá nhân Florida và được Bộ phận văn hóa Florida chọn làm người tham gia hội thảo Creative Capitol Professional. Tác phẩm của bà đã xuất hiện trong các tạp chí Art in America, Artnews và Tạp chí Quốc tế Florida.
Vào năm 2009, bà đã hoàn thành Mino Paper Art Residency, học các kỹ thuật làm giấy cổ từ các bậc thầy về môn này tại Nhật Bản. Marais đã đến Hàn Quốc vào năm 2010 cho không gian nghệ thuật Seoul Geumcheon Residency và vào năm 2013, bà đã hoàn thành NCCA Art-residency tại Kronstadt, Nga. Tác phẩm điêu khắc và cài đặt của Marais kiểm tra những mâu thuẫn và vòng đời như nam tính nữ tính, sống-chết, nuôi dưỡng-tự nhiên và sự mong manh và tinh tế của chúng.
Marais đã sản xuất các chương trình trình diễn solo ở Miami, Florida; Seoul, Hàn Quốc; St. Mary's City, Maryland; Key West, Florida; và Smyrna Beach và đã tham gia các buổi biểu diễn nhóm ở Basel, Thụy Sĩ; Miami; Havana, Cuba; Sarasota, Florida; Cannes, Pháp; và St. Petersburg, Nga